# Canis lupus hattai
Sous-espèce
Statut de conservation UICN

 EX  : Éteint
Le Loup d'Hokkaido (Canis lupus hattai = Canis lupus rex) est une sous-espèce éteinte de loup de l'espèce Canis lupus ayant vécu sur l'île d'Hokkaido au Japon.

## Dans la culture populaire
- Un loup d'Hokkaido nommé Retar (レタラ, Letara) est mis en scène comme étant le dernier de son espèce dans le manga Golden Kamui.